# 海斯特
海斯特是德国石勒苏益格－荷尔斯泰因州的一个市镇。总面积9.96平方公里，总人口2828人，其中男性1435人，女性1393人（2011年12月31日），人口密度284人/平方公里。